# Piyama-Kurunta
Piyama Kurunta fue regente y príncipe del reino de Arzawa, que vivió en tiempos del rey de los hititas Mursili II.
Su padre, el rey de Arzawa, Uhha-Ziti, al no recuperarse de una enfermedad, tuvo que dejar el gobierno a su hijo. El padre había  concertado una alianza con el rey de Ahhiyawa y envió a Piyama-Kurunta, con fuerzas conjuntas, a atacar a Mashuiluwa de Mira, aliado del rey hitita Mursili II.
Piyama-Kurunta posiblemente destruyó la ciudad de Impa, pero Mashuiluwa le rechazó en una batalla. Mashuiluwa regresó a la ciudad de Hapanuwa, la capital de Mira, y permaneció fiel aliado hitita, y Mursili III envió a los generales Gullas y Malazitis a saquear la ciudad de Milawata (Mileto) aliada del reino de Ahhiyawa.
Piyama-Kurunta presentó batalla en Walma, en la región del río Astarpa, y fue derrotado. Uhha-Ziti huyó a una isla. Los habitantes antihititas de Hursanassa, Suruda, y Attarimma huyeron a los territorios del monte Arinnanda y de la ciudad de Puranda. Mursili y su hermano Sarri-Kusu de Karkemish asediaron el monte Arinnanda donde pronto los refugiados, a causa del hambre, se rindieron; pero la ciudad de Puranda resistió el asedio y no quiso entregar a los refugiados. Mursili estaba acampado en el río Astarpa cuando se enteró de que Uhha-Ziti había muerto. La sucesión recayó en el hijo de Uhha-Ziri, Tapalazunawali, que pronto fue derrotado por Mursili en Puranda. Mursili capturó a gran parte de sus soldados aunque Tapalazunawali pudo escapar.
Piyama-Kurunta, que debía estar en una isla, tras la rendición de la ciudad de Puranda, vio su causa perdida, y pidió la paz. Mursili deportó a Piyama-Kurunta a Hattusas donde seguramente murió.